# Mapania sylvatica
Mapania sylvatica är en halvgräsart som beskrevs av Jean Baptiste Christophe Fusée Aublet. Mapania sylvatica ingår i släktet Mapania och familjen halvgräs.

## Underarter
Arten delas in i följande underarter:
- M. s. gabonica
- M. s. sylvatica